# Easter hymn
Easter hymn is een compositie van Frank Bridge. Hij schreef twee versies; een voor zangstem en piano (geschreven rond 1912) en een voor a capella gemengd vierstemmig koor (geschreven in 1930). De teksten werden ontleend aan Duitse geschriften uit de 17e eeuw, Hans Wagemann vertaalde ze en Bridge zette er muziek onder.
Het is een enigszins vreemde combinatie. Het stuk is geschreven voor de Eerste Wereldoorlog (qua tijd) en kreeg haar eerste uitvoering na die wereldoorlog. Het werk hoort voor wat betreft stijl dus in zijn vroege periode terwijl het werd uitgevoerd toen Bridge een modernere stijl had geïntroduceerd in zijn werk.

## Discografie
- In 1932 verscheen een uitgave van het lied bij EMI Group HMV B 4107 met Denis Barthel; in 2001 een cd-versie bij Amphion van diezelfde opname. Muziekmagazine Gramophone recenseerde het in april 1932 en daarbij viel de stem van de solist positief op.